# Eophileurus thailandensis
Eophileurus thailandensis är en skalbaggsart som beskrevs av S. Endrödi 1978. Eophileurus thailandensis ingår i släktet Eophileurus och familjen Dynastidae. Inga underarter finns listade i Catalogue of Life.